# Nemophora kozlovi
Nemophora kozlovi (лат.) — вид длинноусых молей рода Nemophora (Adelidae). Китай: Yunnan.

## Описание
Длина передних крыльев 7,0 мм. Размах крыльев 14,0 мм. Этот вид является самым крупным представителем своей видовой группы Nemophora sichuana species group. Он характеризуется более крупными размерами, гуттиформным субапикальным пятном на переднем крыле и отчетливым вздутием в базальной части саккулюса на гениталиях самца; глаза самца мелкие, глазной индекс 0,60-0,64; переднее крыло с длинными базальными полосами, заходящими за середину центральной фасции. Губной щупик 3-сегментный, короткий или средней длины, с густыми приподнятыми волосками. Максиллярный щупик рудиментарный. Голени передних ног имеют апикальные эпифизы; задние голени покрыты густыми волосками. Этот вид является эндемиком провинции Юньнань.